# Transportes da Tailândia
O transporte na Tailândia é variado e caótico, sem um meio de transporte predominante. O transporte de ônibus domina as longas distâncias e em Bangkok, com motos dominando nas zonas rurais para viagens curtas, suplantando bicicletas. Transporte rodoviário é a principal forma de transporte de mercadorias em todo o país. Viagens de trem tem sido um mecanismo de transporte de longa distância rural, onde estão em curso planos para expandir os serviços com linhas ferroviárias de alta velocidade que se estendem a várias grandes regiões da Tailândia.
O transporte aéreo doméstico, que até recentemente tinha sido dominado por algumas poucas transportadoras aéreas, tem visto recentemente um surto de popularidade devido, em grande parte, os serviços de expansão da low-cost. Em Bangkok, Pattaya e outras grandes cidades, os serviços de moto-táxi também são usados. Um número esmagador de táxis também podem ser encontrados em Bangkok. A primeira linha de trânsito ferroviário rápido abriu em 1999, em Bangkok, e o  número de passageiros diariamente em várias linhas de trânsito da capital aumentou para mais de 800.000, com múltiplas linhas adicionais, quer em construção ou sendo propostos.
Automóveis particulares, cujo crescimento rápido contribuíram para o notório congestionamento do tráfego de Bangkok durante as últimas duas décadas, tem crescido em popularidade, especialmente entre os turistas, expatriados, a classe alta, e a crescente classe média. A rede de auto-estradas em toda a Tailândia tem sido implementada gradualmente, com auto-estradas concluídas em Bangkok e a maior parte central da Tailândia. As áreas com vias navegáveis têm, frequentemente, barcos ou serviços de barco, e muitos meios inovadores de transporte existem tais como tuk-tuk, vanpool, songthaew e até mesmo elefantes em áreas rurais.

## Transporte ferroviário
O Estrada de Ferro do Estado da Tailândia (em inglês: State Railway of Thailand; em tailandês: การรถไฟแห่งประเทศไทย), com a sigla SRT, opera 4.070 quilômetros de linha ferroviária, 372,63 quilômetros de via dupla e 106,01 quilômetros de trilha tripla. A SRT opera todas as linhas ferroviárias nacionais de Tailândia. A Estação Ferroviária de Bangkok (Estação Hua Lamphong) é o principal terminal de todas as rotas. Os terminais de Phahonyothin e Lat Krabang são os principais terminais de carga.
Bangkok é a localização da Estação Ferroviária Hua Lamphong, o principal terminal da rede ferroviária nacional operado pela estrada de ferro do estado de Tailândia (SRT). Trens que viajam na Linha do Norte para Chiang Mai, na Linha Nordeste para Nong Khai e Ubon Ratchathani, e na Linha Oriental para Aranyaprathet, originam-se na estação, e assim fazem alguns trens da Linha Sul, que termina no Su-Ngai Kolok e tem uma conexão com a Malásia (o outro término do sul é Thonburi). Além de serviços de longa distância, o SRT também opera alguns trens diários que funcionam para os arredores da cidade durante a hora do rush, mas o número de passageiros é relativamente mais baixo.
Existem ligações ferroviárias a países adjacentes, tais como a Malásia e o Laos. A ligação ferroviária com a Malásia dar-se-á através através da Linha Sul, que tem sua origem em Bangkok. Com o Laos, a ligação ferroviária é feita através da Linha Leste, com uma passagem pelo rio Mekong. Está sendo reconstruída a ligação ferroviária que o país tinha com o Camboja, e a Ferrovia da Birmânia, que o interliga a Myanmar, encontra-se atualmente desativada.

## Hidroviário
vias principais: 3.999 quilômetros

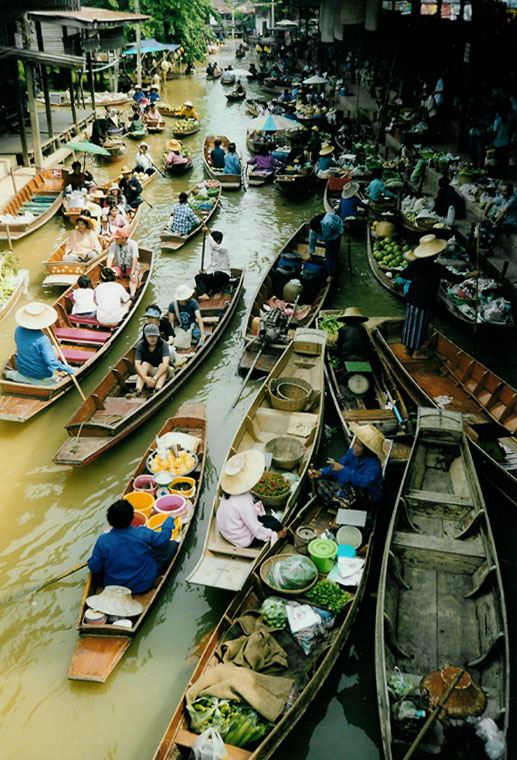
Mercado flutuante de Damnoen Saduak, na província de Ratchaburi.

- 3.701 quilômetros com profundidades navegáveis de 0,9 metros ou mais durante todo o ano.
- Inúmeros cursos de água navegáveis menores por rasa-projecto de artesanato nativo, como barcos de cauda longa.

Em Bangkok, o rio Chao Phraya é uma importante artéria de transporte, com ferries, táxis aquáticos (o Chao Phraya Express Boat) e barcos de cauda longa. Há, expresso semi local, e as linhas expressas para os passageiros, embora o rio serpenteia muito, o que pode tornar a viagem muito mais longe do que de ônibus. Há também o Khlong Saen Saeb serviço de barco, que oferece transporte rápido e barato no centro de Banguecoque.
Serviço de balsas entre centenas de ilhas e o continente está disponível, bem como através de rios navegáveis, como Chao Phraya e Mae Khong (Mekong). Há um notável número de balsas internacionais.